# عبد الباسط عبد المعطي
عبد الباسط عبد المعطي ولد في بني سويف بجمهورية مصر العربية عام 1943. حصل عل درجتي اماجستير والدكتوراه في علم الاجتماع من جامعة القاهرة عامي 1962 - 1972. تدرب في وظائف باحث مساعد حتى خبير بالمركز القومي للبحوث الاجتماعية والجنائية بالجيزة. وشغل وظيفة نائب رئيس وحدة بحوث الرأي العام والإعلام. عمل مشرفا على وحدة التنمية الريفية والسكان بجهاز السكان بالقاهرة.
انتقل إلى جامعة عين الشمس وعمل مدرسا 1973 ثم أستاذا مساعدا (مشاركا) عام 1978 ثم أستاذ ورئيس قسم الاجتماع بكلية البنات بجامعة عين شمس. بالإضافة إلى عمله الحالي كأستاذ غير متفرغ، يعمل الدكتور عبد المعطي مستشارا لإدارة السياسات السكانية والهجرة بجامعة الدول العربية
تُوفى مساء يوم 26 مايو 2010

## الخبرات الوظيفية
1. رئيس قسم الاجتماع بكلية البنات جامعة عين شمس 1996-2002.
2. رئيس قسم الاجتماع – كلية الإنسانيات – جامعة قطر (إعارة), 1990- 1995.
3. مدرس ثم أستاذ مساعد، ثم أستاذ علم الاجتماع بكلية البنات جامعة عين شمس من 1973,1978,1983.
4. خبير التخطيط الاجتماعي بالمعهد العربي للتخطيط بالكويت 1979-1982 (إعارة).
5. رئيس وحدة السكان والتنمية – المجلس الأعلى للسكان في مصر 1974-1979 (لبعض الوقت).
6. باحث ثم خبير بالمركز القومي للبحوث الاجتماعية والجنائية بالقاهرة 1964-1973.
7. كاتب في سلسلة المعارف الكويتية

## خبرات استشارية مختارة
1. مستشار إدارة السياسات السكانية والهجرة بجامعة الدول العربية 2001 إلي 2010.
2. مستشار بالمركز القومي للبحوث الاجتماعية والجنائية لبعض الوقت من 1974-1979, 1983-1990و 1995 إلي 2002.
3. عضو الفريق المركزي لإعداد ميثاق وإستراتيجية التنمية الاجتماعية الشاملة، جامعة الدول العربية 1983-1985 و 2002-2003.
4. مستشار رئيس جهاز السكان وتنظيم الأسرة بمصر 1983-1985.
5. مستشار تحرير مجلة أحوال مصرية – مركز الدراسات السياسية والإستراتيجية بالأهرام – مصر 2001 إلي الآن.
6. مستشار تحرير مجلة إضافات سكانية، إدارة السياسات السكانية والهجرة بجامعة الدول العربية 2002 إلي الآن.
7. رئيس تحرير مجلة إضافات التي تصدرها الجمعية المصرية لعلم الاجتماع, 2001 -2003.
8. مستشار تحرير مجلة الفكر العربي، بيروت 1990.
9. سكرتير تحرير المجلة الاجتماعية القومية، المركز القومي للبحوث الاجتماعية والجنائية 1965-1967.
10. المستشار العلمي لصندوق مكافحة الإدمان والتعاطي، مصر 2000-2003.
11. خبير برنامج المنتدى العربي للتنمية البشرية 2001- 2002.

## عضوية مشروعات علمية كبري ومساهمات علمية تأسيسية
1. منسق ومحرر تقرير المرأة في مصر 2001, المجلس القومي للمرأة 2002.
2. عضو فريق إنجاز وتحرير التقرير الاجتماعي العربي الاجتماعي الموحد، جامعة الدول العربية، 2002.
3. عضو فريق تحديث ميثاق وإستراتيجية التنمية الاجتماعية العربية، جامعة الدول العربية, 2001.
4. منسق ومحرر الإستراتيجية الوطنية للمواجهة الشاملة للمخدرات، صندوق مكافحة وعلاج الإدمان والتعاطي، القاهرة 2002.
5. عضو الفريق المركزي لمشروع مستقبل مصر 2020، منتدى العالم الثالث، مكتب القاهرة, 1998-2001.
6. محرر ومشرف تقرير السياسات الاجتماعية في البلدان العربية، تحليل تاريخي، الاسكوا، بيروت 2003.
7. محرر ومشرف تقرير السياسات الاجتماعية في مصر، الاسكوا، بيروت 2004.
8. محرر ومشرف تقرير الوعي بالتنمية لدي المستويات الاجتماعية الاقتصادية في مصر – مركز البحوث الاجتماعية بالجامعة الأمريكية بالقاهرة، 2003.
9. عضو مجلس العلوم الاجتماعية، أكاديمية البحث العلمي، القاهرة 2003 - 2005.
10. عضو مؤسس في لجنة الدفاع عن الثقافة القومية (وهي لجنة غير حزبية لمواجهة التطبيع الثقافي مع إسرائيل مصريا وعربيا), 1995 إلي 2010.
11. عضو اللجنة العلمية الدائمة للترقيات لوظائف الأساتذة (علم الاجتماع) بالجامعات المصرية 1984- 1986- 1996 وإلي الآن.
12. عضو لجنة الدراسات الاجتماعية بالمجلس الأعلى للثقافة، مصر 1996 إلي الآن.
13. عضو اللجنة العلمية بالمجلس العربي للطفولة والتنمية، القاهرة 1997-1998.
14. عضو مؤسس ورئيس مجلس أمناء المركز العربي للبحث والتطوير الاجتماعي – ابن رشد (مؤسسة غير حكومية)، 2003 إلي الآن.
15. عضو مجلس إدارة المركز القومي للبحوث الاجتماعية والجنائية، 2003 - 2006.
16. المشاركة في تأسيس الملتقي السنوي لأجيال المشتغلين بعلم الاجتماع في الوطن العربي، 1989 إلي الآن.
17. أمين عام الجمعية العربية لعلم الاجتماع, 1998 - 2003.
18. رئيس الجمعية العربية لعلم الاجتماع من 1985 إلي 1996.
19. المشاركة في تأسيس الجمعية العربية لعلم الاجتماع 1985.
20. عضو مجلس إدارة الجمعية المصرية لعلم الاجتماع 1976 إلي الآن.
21. عضو مؤسس لمركز البحوث العربية (منظمة غير حكومية معنية ببحث القضايا العربية المعاصرة), 1990.

## من بحوثه المنشورة
1. في نظرية علم الاجتماع 1972.
2. البحث الاجتماعي 1974.
3. مطالعات نقدية في الاتجاه السوفيتي في علم الاجتماع 1977.
4. الصراع الطبقي في القرية المصرية 1977.
5. توزيع الفقر في القرية المصرية 1978.
6. الإعلام وتزييف الوعي 1978.
7. اتجاهات نظرية في علم الاجتماع، 1981، صدر ضمن سلسلة عالم المعرفة.[4]
8. الطبقة الوسطى المصرية من التقصير إلى التحرير 2006.
9. مؤتمر التنمية الاجتماعية للمجتمعات الصحراوية، القاهرة، المجلة الاجتماعية القومية، يناير 1967.
10. الملامح السوسيولوجية في النظرية الاشتراكية، القاهرة، المجلة الاجتماعية القومية، مايو 1967.
11. الحلقة الثانية للتنمية الريفية لدول حوض البحر المتوسط، القاهرة، المجلة الاجتماعية القومية، سبتمبر 1967.
12. علم اجتماع الأدب- المفهوم والمجالات، القاهرة، المجلة الاجتماعية القومية، يناير 1968.
13. تصنيع مجتمع محلي جواتيمالي، القاهرة: المجلة الاجتماعية القومية، مايو 1969.
14. مفهوم القيمة في علم الاجتماع، القاهرة، المجلة الاجتماعية القومية، يناير 1970.
15. الصراع الاجتماعي في أرض عبد الرحمن الشرقاوي مجلة الكاتب، القاهرة، سبتمبر 1970.
16. مظاهر صراع القيم في الأسرة المصرية، القاهرة، المجلة الاجتماعية القومية، سبتمبر 1970.
17. تناقضات التحول الاجتماعي في رواية الفلاح لعبد الرحمن الشرقاوي. مجلة الكاتب، مارس، القاهرة 1971.
18. علم الاجتماع بين العقل المنهجي والتبرير الإيديولوجي، مجلة الفكر المعاصر، القاهرة، سبتمبر 1971.
19. المزرعة الجماعية السوفيتية، المجلة الاجتماعية القومية، القاهرة، يناير 1973.
20. التركيب الطبقي ومعوقات تنمية القرية المصرية، المركز القومي للبحوث الاجتماعية والجنائية – مؤتمر علم الاجتماع وقضايا التنمية، فبراير 1973.
21. بعض مظاهر الصراع الاجتماعي في القرية المصرية، القاهرة، المجلة الاجتماعية القومية، مايو 1973.
22. في نظرية علم الاجتماع، دار الكتاب الجامعي، القاهرة 1973.
23. مقدمة نقدية في علم الاجتماع، (مترجم) تأليف ديفيد ريدل ومارجريت تولسون، الإسكندرية، دار المعرفة الجامعية 1973.
24. البحث الاجتماعي. عدة طبعات (1975- 1979- 1982- 1986- 1994)، دار الكتاب الجامعي/ القاهرة ودار المعرفة الجامعية /الإسكندرية.
25. الوضع الاجتماعي للمرأة القروية المصرية، المجلة الاجتماعية القومية، القاهرة، سبتمبر 1975.
26. قضايا التخطيط للسكان في مصر، الجمعية المصرية لعلم الاجتماع، 1976.
27. بعض ملامح بناء القوة في قري مصرية، المركز القومي للبحوث الاجتماعية والجنائية – المؤتمر الدولي للحساب العلمي والبحوث الاجتماعية، القاهرة، 1978.
28. الصراع الطبقي في القرية المصرية، دار الثقافة الجديدة، القاهرة 1978.
29. بعض ملامح الوعي لدي حائزي القوة في قرية مصرية، المركز القومي للبحوث الاجتماعية والجنائية – المؤتمر الدولي للإحصاء والبحوث الاجتماعية، القاهرة، 1979.
30. الإعلام وتزييف الوعي، دار الثقافة الجديدة، القاهرة، 1979.
31. توزيع الفقر في القرية المصرية، دار الثقافة الجديدة، القاهرة، 1979.
32. مطالعات نقدية في الاتجاه السوفيتي في علم الاجتماع، الأنجلو المصرية، القاهرة، 1979.
33. تقويم المشروعات الإنتاجية لإدماج المرأة الريفية في التنمية، الاسكوا، (الأمم المتحدة)، 1980.
34. هدر الإمكانية أو أنهم يقتلون البشر، تعليق علي كتاب هدر الإمكانية تأليف نادر فرجاني، مجلة شئون عربية، بيروت، يوليو 1981.
35. المعوقات الاجتماعية للتنمية العربية، الكويت، المعهد العربي للتخطيط، الحلقة النقاشية 1982.
36. في الوعي الزائف بالمرأة الخليجية، مؤتمر الجمعية الثقافية النسائية، فبراير، الكويت، 1982.
37. في إدماج المعوقين في التنمية، البحرين، ندوة المعاقين في الوطن العربي– مجلس وزراء الشئون الاجتماعية بدول الخليج العربي، مايو 1982.
38. البترول والشخصية العربية، الكويت، المعهد العربي للتخطيط – ندوة البترول والتغير الاجتماعي في الوطن العربي، أبوظبي، ديسمبر 1982.
39. أسس اختيار مشروعات إدماج المرأة الريفية في التنمية، الإسكوا، الأمم المتحدة 1982.
40. البترول والتغير الاجتماعي في الوطن العربي، المعهد العربي للتخطيط بالكويت، 1982.
41. البترول والتغير الاجتماعي في الوطن العربي (محرر)، المعهد العربي للتخطيط بالكويت، 1982
42. التعليم وتزييف وعي التلاميذ، الكويت، مجلة العلوم الاجتماعية، سبتمبر 1983.
43. معوقات تنمية القرية العربية، مجلة المستقبل العربي، مركز دراسات الوحدة العربية، بيروت، أغسطس 1986.
44. الثروة والسلطة في مصر، الكويت، مجلة العلوم الاجتماعية، سبتمبر 1983.
45. التكلفة الاجتماعية للعمالة الآسيوية في الخليج، مجلة المستقبل العربي، مركز الدراسات الوحدة العربية، بيروت، سبتمبر، 1983.
46. الهجرة النفطية والمسألة الاجتماعية في مصر، القاهرة، مكتبة مدبولى، 1983.
47. الهجرة الآسيوية للخليج والتآلف الاجتماعي، بيروت، مركز دراسات الوحدة العربية – ندوة الهجرة الأجنبية للخليج، 1984.
48. أم محمد بين الواقع وتزييف الوعي، مجلة الطليعة، مؤسسة الأهرام، القاهرة 1984.
49. التنشئة الاجتماعية في قرية مصرية، (مترجم) تأليف حامد عمار (بمناسبة بلوغه سن الستين)، الإسكندرية، دار المعرفة الجامعية، 1984.
50. علم الاجتماع الاقتصادي، الإسكندرية، دار المعرفة الجامعية، 1985.
51. الحاجات الأساسية – المفاهيم ومعايير التصنيف، جامعة الدول العربية، مجلة شئون عربية، رقم 6، 1985.
52. مجتمع القرية، الإسكندرية، دار المعرفة الجامعية، 1986.
53. المرأة في القطاع غير الرسمي في حي حضري بمدينة القاهرة، الاسكوا، الأمم المتحدة 1986.
54. التبعية في العلوم الاجتماعية في الوطن العربي، الدار البيضاء، مجلة الوحدة، ديسمبر، 1986.
55. الدين في المجتمع العربي (تقديم) بيروت، مركز دراسات الوحدة العربية، بيروت 1987.
56. في مستقبل علم الاجتماع في الوطن العربي، بيروت، مركز دراسات الوحدة العربية- ندوة نحو علم اجتماع عربي، 1987.
57. التدين الشعبي في القرية المصرية، بيروت، مركز دراسات الوحدة العربية – ندوة الدين في المجتمع العربي 1987.
58. المثقف الماركسي المصري المعاصر، التشكيل والأدوار، الدار التونسية للنشر، ندوة الانتليجنسيا العربية، 1988.
59. التنمية البديلة، الإسكندرية، دار المعرفة الجامعية، 1989.
60. التنمية الاجتماعية، الإسكندرية، دار المعرفة الجامعية، 1989.
61. سوسيولوجيا السكان، الإسكندرية، دار المعرفة الجامعية، 1989.
62. ترجمة كتاب الخيال السوسيولوجي، تأليف رايث ميلز (بالاشتراك)، الإسكندرية، دار المعرفة الجامعية، 1989.
63. انعكاسات النفط على الشخصية العربية، المعهد العربي للتخطيط بالكويت 1989
64. آليات التطبيع وثقافة المقاومة في الشارع المصري، القاهرة، مركز البحوث العربية، لجنة الدفاع عن الثقافة القومية، ندوة آليات التطبيع ومقاومة الصهيونية، 1990.
65. الثقافة الشعبية والوعي التاريخي، جامعة قطر، حولية كلية الإنسانيات، 1991.
66. تنمية المجتمعات المحلية الريفية والحضرية في الوطن العربي، جامعة الدول العربية، 1991.
67. الدراسات المستقبلية، المتطلبات والجدوى، جامعة قطر، حولية كلية الإنسانيات، 1992.
68. القضايا الاجتماعية للمسنين في الوطن العربي، أبوظبي، مؤتمر المسنين، يناير 1992.
69. مستقبل القرية المصرية، الجزء الأول، إشراف وتحرير ومشاركة في التأليف، المركز القومي للبحوث الاجتماعية والجنائية، القاهرة، 1992.
70. الوعي التنموي العربي، ممارسة بحثية، القاهرة، دار الموقف العربي، القاهرة 1984 وبيروت، ومعهد الإنماء العربي، بيروت، 1992.
71. علم الاجتماع والتكوين المعرفي لطه حسين، جامعة قطر، مركز الوثائق، 1993.
72. التبعية الثقافية في الوطن العربي، المظاهر والآليات، الدوحة، قطر، ندوة الثقافة العربية، إبريل 1995.
73. العلاقة بين العمل والتعليم في البلاد العربية، مركز دراسات الوحدة العربية – ندوة التنمية البشرية في الوطن العربي، بيروت 1995.
74. التبعية الثقافية علي رصيف شارع مصري، القاهرة، مركز البحوث العربية – ندوة آليات التبعية الثقافية في الوطن العربي، يناير 1995.
75. دراسات في القرية المصرية، الإسكندرية، دار المعرفة الجامعية، 1996.
76. بحوث الطفولة العربية – قراءة نقدية، المجلس العربي للطفولة والتنمية، القاهرة 1996.
77. في مستقبل الأسرة العربية، أبوظبي، ندوة الأسرة العربية، 1997.
78. التنمية الثقافية علي المستوي المحلي – تجربة قصور الثقافة في مصر، الدوحة، قطر، ندوة التعليم والثقافة والتنمية، مارس 1997.
79. خريجو أقسام الاجتماع بين الإنتاج الكمي والإعداد الكيفي، المجلس الأعلى للثقافة – مؤتمر علم الاجتماع والأنثروبولوجيا، القاهرة 1997.
80. السلفية الثقافية ومعوقات التفاعل مع عصر المعلومات، المجلس الأعلى للثقافة – ندوة مستقبل الثقافة العربية، القاهرة، مايو 1997.
81. العولمة والمثقف العربي، المجلس الأعلى للثقافة – مؤتمر العولمة والهوية الثقافية، القاهرة 1998.
82. علم الاجتماع وإنتاج المعلومات، المجلس الأعلى للثقافة – ندوة الأدوار المستقبلية لعلم الاجتماع في مصر، القاهرة، 1998
83. الإعلام وقيم الأسرة العربية، جامعة الدول العربية، مؤتمر الأسرة العربية، 1999.
84. القرية المصرية، القاهرة، مؤسسة الأهرام– مركز الدراسات السياسية والإستراتيجية – مجلة أحوال مصرية العدد 3، 1999.
85. الإعلام وقضايا المجتمع المدني في الوطن العربي، البحرين، وزارة الشئون الاجتماعية، إبريل 1999.
86. الإنفاق الاجتماعي في مصر، (أشراف وتحرير) المركز القومي للبحوث الاجتماعية والجنائية، القاهرة، 1999.
87. العولمة وتحولات المجتمع العربي (محرر)، القاهرة، مكتبة مد بولي، 1999.
88. الإستراتيجية الوطنية لمكافحة وعلاج الإدمان والتعاطي، تحرير وتأليف بالاشتراك، صندوق مكافحة وعلاج الإدمان، القاهرة 2000.
89. العولمة ومهام جديدة للأسرة العربية في التعلم، جامعة الدول العربية، اجتماع خبراء العولمة والتعلم والتنمية البشرية في الوطن العربي، فبراير 2001.
90. أوراق مشروع مصر 2020: 1 و 2، القاهرة، منتدى العالم الثالث، 2001
91. في تنميط المرأة العربية الفقيرة. المؤتمر الإقليمي للمرأة والفقر، الدار البيضاء، جامعة الدول العربية، مارس 2002.
92. ثقافة المخدرات، المؤتمر الثالث لبحوث المخدرات في مصر، المركز القومي للبحوث الاجتماعية والجنائية، القاهرة، يونيو 2001.
93. 98- التنمية المشوهة وتآكل أدوار الأسرة العربية – تقرير حال الأمة، مركز دراسات الوحدة العربية، بيروت 2001.
94. العولمة والتعلم والتنمية البشرية في الوطن العربي (محرر). إدارة السياسات السكانية، جامعة الدول العربية، 2002.
95. المرأة والفقر – المفاهيم والمقاربات (تحرير). جامعة الدول العربية: إدارة المرأة، جامعة الدول العربية، القاهرة 2002.
96. التكوين الاجتماعي والبنية الطبقية في مصر، القاهرة، تحليل نقدي للدراسات المحلية، المركز القومي للبحوث الاجتماعية والجنائية، القاهرة 1989.
97. التدين والإبداع الشعبي– دراسة في الوعي الشعبي المصري، القاهرة، مكتبة الأسرة– الهيئة المصرية العامة للكتاب، 2002.
98. الطبقات الاجتماعية في مصر، اتجاهات التغير 1975-2020، القاهرة، منتدى العالم الثالث– دار ميريت، 2002.
99. وفيات الأمهات في البلدان العربية، مجلة إضافات سكانية، إدارة السياسات السكانية والهجرة وجامعة الدول العربية، رقم 4، 2003.
100. العولمة والتحديات السكانية في البلدان العربية. مؤتمر البرلمانيين العرب، أمانة السكان والتنمية القاهرة، يونيو 2003.
101. العلاقة بين السكان والصحة والفقر في البلدان العربية. مؤتمر إدماج السياسات السكانية في السياسات التنموية. الإسكوا، الأمم المتحدة، – شرم الشيخ، ديسمبر 2003.
102. السكان والصحة الإنجابية والفقر، بحث مقدم للمنتدى العربي للسكان والتنمية، بيروت، نوفمبر 2004.
103. صورة الإسرائيلي في مصر، القاهرة، دار مصر المحروسة، 2004.
104. إشراف وتحرير تقرير ظاهرة التسول في المجتمع المصري، المركز القومي للبحوث الاجتماعية والجنائية، القاهرة 2004
105. الطبقة الوسطى المصرية، من التقصير إلى التحرير، مكتبة الأسرة الهيئة المصرية العامة للكتاب، القاهرة، 2006
106. تشويه الوعي الديني في مصر، مجلة الديمقراطية، مؤسسة الأهرام، يونيو 2006
107. السياسات الاجتماعية في مصر، تحليل تاريخي وآفاق للتطوير، وزارة التضامن الاجتماعي (مصر) والإسكوا، فبراير، 2007
108. التحليل الاجتماعي للنافذة الديموغرافية في البلدان العربية، الإسكوا، الأمم المتحدة، العين، دولة الإمارات العربية المتحدة، سبتمبر 2007
109. المكون الاجتماعي في مركب التنمية العربية، في ندوة بدائل التنمية العربية، الجمعية العربية للبحوث الاقتصادية، القاهرة، إبريل 2007
110. في تفكيك الشخصية المصرية، مجلة الديموقراطية، مؤسسة الأهرام، سبتمبر 2007
111. مشارك في تأليف: الفقر في البلدان العربية، التحديات والفرص، غير منشورة، أكتوبر 2008، دراسة خلفية للقمة الاقتصادية والتنموية الاجتماعية بالكويت يناير 2009
112. التوظيف التنموي للكفاءات المهاجرة: دروس مستخلصة من تجربة بلدان الجنوب، إدارة السياسات السكانية والهجرة، القطاع الاجتماعي، الأمانة العامة لجامعة الدول العربية، القاهرة، يوليو 2008
113. سياسات تمكين الشباب في الاتحاد الأوروبي: عرض وتحليل- إدارة السياسات السكانية والهجرة، القطاع الاجتماعي، جامعة الدول العربية، يوليو، 2008
114. طفل العشوائيات في مصر، تحليل سوسيولوجي، في ندوة الطفل المصري، المعرض الدولي للكتاب، القاهرة، فبراير 2009
115. المكون الاجتماعي في تمكين الشباب العربي، الإسكوا، الأمم المتحدة، أبوظبي، مايو 2009
116. الشباب العربي في سيناريوهات المستقبل، ورقة خلفية، مشروع المستقبل العربي، مركز دراسات الوحدة العربية، بيروت يوليو، 2009
117. الشراكة والتنسيق من أجل تنمية الأسرة العربية، مؤتمر منظمة الأسسرة العربية، طرابلس، الجماهيرية الليبية، مارس 2010
118. استشراق مستقبل علم الاجتماع العربي بين البتمرد والاستسلام

## جوائز علمية
حاصل على جائزة الدولة المصرية للتفوق في العلوم الاجتماعية عام 2002
نشر عددا من الدراسات حول السكان والتنمية وعلم اجتماع الأدب والتحليل البنائي للفساد في الريف
المصري. نشرت بدوريات ومجلات مصرية وعربية.